# Recoules-Prévinquières
Recoules-Prévinquières är en kommun i departementet Aveyron i regionen Occitanien i södra Frankrike. Kommunen ligger  i kantonen Sévérac-le-Château som ligger i arrondissementet Millau. År 2018 hade Recoules-Prévinquières 503 invånare.

## Befolkningsutveckling
Antalet invånare i kommunen Recoules-Prévinquières
Referens: INSEE